# 966 (číslo)
Devět set šedesát šest je přirozené číslo. Římskými číslicemi se zapisuje CMLXVI a řeckými číslicemi ϡξϝ´ nebo ϡξϛ´. Následuje po čísle devět set šedesát pět a předchází číslu devět set šedesát sedm.

## Matematika
966 je:
- Abundantní číslo
- Složené číslo
- Nešťastné číslo
- Součet osmi po sobě jdoucích prvočísel (103 + 107 + 109 + 113 + 127 + 131 + 137 + 139)

## Astronomie
- (966) Muschi je planetka hlavního pásu, kterou objevil v roce 1921 Walter Baade
- NGC 966 je eliptická galaxie v souhvězdí Velryby

## Ostatní
- +966 je mezinárodní telefonní předvolba Saúdské Arábie

## Roky
- 966
- 966 př. n. l.